# Pablo San Segundo Carrillo
Pablo San Segundo Carrillo (ur. 9 lutego 1970 w Madrycie) – hiszpański szachista, arcymistrz od 1995 roku.

## kariera szachowa
Dwukrotnie zdobył srebrne medale akademickich mistrzostw świata (Antwerpia 1992, León 1996). Od połowy lat 90. należy do czołówki hiszpańskich szachistów. Pomiędzy 1994 a 2008 rokiem siedmiokrotnie uczestniczył w szachowych olimpiadach, był również czterokrotnie (w latach 1997–2005) reprezentantem kraju na drużynowych mistrzostwach Europy. W 1997 r. osiągnął jeden z największych sukcesów w karierze, zdobywając w Torrevieji tytuł indywidualnego mistrza Hiszpanii.
Do innych sukcesów Pabla San Segundo Carrillo należą m.in.:
- dz. II m. w Maladze (1991, za Julio Grandą Zunigą, wspólnie z Anatolijem Maczulskim i Lembitem Ollem),
- dz. I m. w Buenos Aires (1995, memoriał Miguela Najdorfa, wspólnie z Loekiem van Welym),
- dz. II m. w Saragossie (1994, za Rusłanem Pogorełowem, wspólnie z m.in. Miodragiem Todorceviciem, Mihailem Marinem, Andriejem Charłowem i Felixem Izetą Txabarri),
- dz. III m. w bardzo silnie (XVII kat. FIDE) obsadzonym turnieju w Madrycie (1998, za Viswanathanem Anandem i Piotrem Swidlerem, wspólnie z Peterem Leko, przed m.in. Michałem Krasenkowem, Michaelem Adamsem i Aleksandrem Bielawskim),
- dz I m. w Pampelunie (2007, turniej otwarty, wspólnie z Julio Grandą Zunigą i Ivanem Salgado Lopezem),
- dz. II m. w San Sebastian (2008, za Ivanem Salgado Lopezem, wspólnie z m.in. Kevinem Spraggettem, Roberto Cifuentesem Paradą i Salvadorem Gabrielem Del Río Angelisem).

Najwyższy ranking w dotychczasowej karierze osiągnął 1 lipca 2009 r., z wynikiem 2570 punktów zajmował wówczas 4. miejsce wśród hiszpańskich szachistów.